# Moussa N'Diaye (calciatore 2002)
Moussa N'Diaye (Dakar, 18 giugno 2002) è un calciatore senegalese, difensore dell'Anderlecht.

## Carriera

### Club
Cresciuto nella sezione senegalese dell'Aspire Academy, il 28 agosto 2020 viene acquistato dal Barcellona, con cui firma un triennale. Il 25 agosto 2022, dopo aver disputato una stagione con il Barcellona Atlètic, viene ceduto all'Anderlecht, con cui si lega fino al 2025.

### Nazionale
Ha giocato nelle nazionali giovanili senegalesi Under-20 ed Under-23.

## Statistiche

### Presenze e reti nei club
Statistiche aggiornate al 28 gennaio 2025.
| Stagione          | Squadra            | Campionato        | Campionato | Campionato | Coppe nazionali | Coppe nazionali | Coppe nazionali | Coppe continentali | Coppe continentali | Coppe continentali | Altre coppe | Altre coppe | Altre coppe | Totale | Totale | Totale |
| Stagione          | Squadra            | Comp              | Pres       | Reti       | Comp            | Pres            | Reti            | Comp               | Pres               | Reti               | Comp        | Pres        | Reti        | Pres   | Reti   |        |
| ----------------- | ------------------ | ----------------- | ---------- | ---------- | --------------- | --------------- | --------------- | ------------------ | ------------------ | ------------------ | ----------- | ----------- | ----------- | ------ | ------ | ------ |
| 2021-2022         | Barcellona Atlètic | PDRFEF            | 11         | 0          | -               | -               | -               | -                  | -                  | -                  |             | -           | -           | 11     | 0      |        |
| 2022-2023         | RSCA Futures       | D2                | 3          | 0          | -               | -               | -               | -                  | -                  | -                  | -           | -           | -           | 3      | 0      |        |
| 2022-2023         | Anderlecht         | D1                | 15         | 0          | CB              | 2               | 0               | UECL               | 8                  | 0                  | -           | -           | -           | 25     | 0      |        |
| 2023-2024         | Anderlecht         | D1                | 14         | 1          | CB              | 2               | 0               | -                  | -                  | -                  | -           | -           | -           | 16     | 1      |        |
| 2024-2025         | Anderlecht         | D1                | 19         | 0          | CB              | 4               | 1               | UEL                | 8                  | 0                  | -           | -           | -           | 31     | 1      |        |
| Totale Anderlecht | Totale Anderlecht  | Totale Anderlecht | 48         | 1          |                 | 8               | 1               |                    | 16                 | 0                  |             | -           | -           | 72     | 2      |        |
| Totale carriera   | Totale carriera    | Totale carriera   | 62         | 1          |                 | 8               | 1               |                    | 16                 | 0                  |             | -           | -           | 86     | 2      |        |